# Бемово (станция метро)
Бемово (пол. Bemowo) — станция линии M2 Варшавского метрополитена. Открытие станции состоялось 30 июня 2022 года в составе участка Ксенця Януша — Бемово.

## Описание
Находится на западном участке второй линии метро. Станция расположена на пересечении Гурчевской и Силезских повстанцев в одноименном районе Бемово на западе Варшавы.
Длина платформы: 459 м. Объём всей станции: 224 586 м³. На линии используются шестивагонные составы. 
В проектной документации первоначальное название было Силезских повстанцев по названию улицы, расположенной рядом.